# Brian Boru

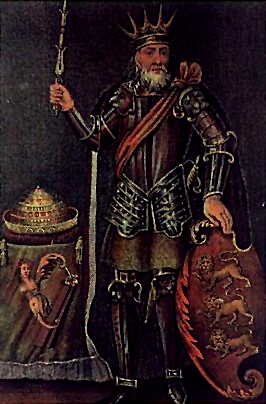
Brian Boru (Bildnis aus dem 18. Jahrhundert)

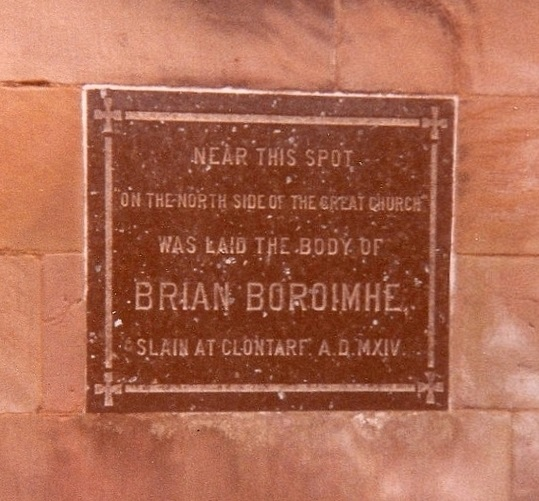
Tafel am Begräbnisort von Brian Boru an der Nordseite der Kathedrale von Armagh

Brian Boru, auch Brian Bóruma, Brian Bórama oder Brian Bóroimhe, eigentlich Brian Bóruma Mac Cennétig (* um 940 in Béal Bórú; † 23. April 1014), war Sohn des Königs des Clans der Dál gCais (Dalcassians) und kurze Zeit erster und einziger irischer Hochkönig. Der Sage nach ist er ein Abkömmling des heiligen Munchin von Limerick, des ersten Bischofs und heutigen Schutzpatrons von Limerick.

## Leben
Brian Mac Cennétig wurde in Béal Bórú, bei Killaloe am Fluss Shannon im heutigen County Clare, geboren. Sein Vater war rí (König) des zu dieser Zeit unbedeutenden Clans der Dál gCais. Im gemeinsamen Kampf mit seinem älteren Bruder Mahon, der den Thron des Vaters bestiegen hatte, besiegte Brian Boru die Wikinger in der Enklave Limerick. Dadurch wurde Mahon Oberkönig von Munster und bezog seinen Sitz in Cashel. Die Kämpfe gegen die Wikinger, die auch in Cork, Dublin, Waterford und Wexford saßen, gingen jedoch weiter.
Brian, dessen Inauguration traditionsgemäß in Magh Adhair bei Quin erfolgte, beanspruchte nach dem Tod seines Bruders den Königstitel von Munster. In Cashel saß aber bereits der König der Eoghanacht, den Brian jedoch besiegte. Als König der Provinz Munster (ab 977) ließ er die lokalen Fürsten Abgaben zahlen und baute mit dem Geld die Klöster und Bibliotheken, die von den Wikingern zerstört worden waren, wieder auf.
Brian besiegte Malachy II., den König der südlichen Ui Néill, die ihren Sitz in Tara hatten. Mit dem König der nördlichen Ui Néill, Maél Sechnaill in Armagh, einigte er sich nach etlichen Scharmützeln auf eine Zweiteilung Irlands. Durch Heirat verband er sich mit den skandinavischen Herrschern von Dublin und erklärte sich zum Hochkönig von Irland und zum Augustus des nordwestlichen Europa. Die nördlichen Ui Néill gaben 1005 vorerst klein bei. Es kam aber schnell zum Widerstand, den der König von Leinster gemeinsam mit den nördlichen Ui Néill anführte und an dem sich die Wikinger von Dublin beteiligten.
Am Karfreitag des Jahres 1014 kam es zu der verlustreichen Schlacht von Clontarf, die als Vertreibung der Wikinger (Dänen) in die Annalen von Inisfallen einging. In der Schlacht fielen Brian Boru und sein Sohn Murrogh (Murchadh), Brians Truppen gewannen jedoch. Die bekannteste Legende über die Schlacht besagt, dass an seinem Grab die irischen Barden drei Tage und drei Nächte das gleiche Stück, den Brian Borus March, gespielt haben sollen.
Brians Leiche wurde zur Burg von Swords im County Fingal gebracht und später auf dem Hügel der Kathedrale von Armagh begraben. Nach seinem Tod blieb in Irland alles wie es vor seinem Auftreten war, auch die Wikinger blieben. Nur die zahlreichen Nachkommen, die Brian Boru mit seinen vier Frauen und 30 Konkubinen hatte, nannten sich fortan die O’Briens (die Söhne Brians).

## Verwandtschaft mit dem britischen Königshaus
Königin Elisabeth II. und König Charles III. stammen u. a. von Brian Boru ab. Diese Abstammung läuft über die Linie der Mutter Elisabeths, Elizabeth Bowes-Lyon, die eine Nachfahrin des in Irland geborenen Herzogs von Wellington ist. 
Charles III. hat zwei Verbindungen zu Brian Boru. Vor dem Besuch des jetzigen Königs in Kilkenny im Jahr 2017 schrieb der örtliche Archivar John Kirwan an den Londoner Wohnsitz Seiner Königlichen Hoheit, Clarence House, und teilte ihm mit, dass er mindestens drei Linien irischer Abstammung hat.
„Zwei“, schrieb er, „gehen auf Brian Boru zurück. Die eine stammt von Brian Borus Sohn Teige, die andere von Borus Enkelin Dearbforgail, die über die McMorrough Kavanaghs, Könige von Leinster, abstammt, darunter Dermot McMorrough Kavanagh, der die Hilfe der Normannen in Anspruch nahm, um den Thron von Leinster um 1169-71 zurückzuerobern.“
DCU-Dozent Mark Humphreys geht noch weiter: „Brian Boru ist der Vorfahre jedes englischen Monarchen von 1399 bis heute. Mit ziemlicher Sicherheit können mehr Menschen in England eine Abstammung von Brian Boru nachweisen als Menschen in Irland.“